# Републикански път III-623
Републикански път IIІ-623 е третокласен път, част от Републиканската пътна мрежа на България, преминаващ по територията на области Кюстендил и Перник. Дължината му е 69 км.
Пътят се отклонява наляво при 34,9-и км на Републикански път II-62 и се насочва на север през историко-географската област Разметаница. Минава последователно през селата Големо село, Мало село и Мламолово и достига до град Бобов дол. След града пътят преодолява източната част на Конявска планина, навлиза в Пернишка област, слиза по северният склон планината, при село Жедна навлиза в Радомирската котловина и завива на запад, а след това на северозапад. В този си участък последователно преминава през селата Житуша, Кленовик и Извор, пресича Републикански път I-6 при неговия 56,4 км и през селата Дебели лаг, Егълница и Калище достига до река Струма. Пресича реката, при село Лобош завива на югозапад и продължава покрай десния бряг на реката, като минава през село Жабляно и достига до град Земен. В северната част на града пътят завива на север и продължава по долината на Треклянска река (десен приток на Струма) до село Враня стена. След това завива на запад, като продължава по долината на Треклянска река, преминава през селата Калотинци и Раянци, отново се връща в Кюстендилска област и в село Габрешевци се съединява с Републикански път III-637 при неговия 44,2 км.
От Републикански път III-623 наляво и надясно се отклоняват два третокласни пътя от Републиканската пътна мрежа с четирицифрени номера:
- при 10,2 км, в село Мламолово — надясно III-6232 (7,8 км) през село Дяково до 325,6 км на Републикански път I-1;
- при 51,4 км, в град Земен — наляво III-6233 (15,6 км) през селата Блатешница и Байкалско до село Драгомирово при 46,9 км на Републикански път I-6.

| Пътища, отклоняващи се надясно (населено място, № на пътя, посока на пътя)                    | Км   | Пътища, отклоняващи се наляво (посока на пътя, № на пътя, населено място) |
| --------------------------------------------------------------------------------------------- | ---- | ------------------------------------------------------------------------- |
| Община Дупница, Област Кюстендил, II-62, 34,9 км ←                                            | 0,0  | ← 34,9 км, II-62, Област Кюстендил, Община Дупница                        |
| Община Бобов дол                                                                              | 0,7  | Община Бобов дол                                                          |
| с. Големо село                                                                                | 3,5  | с. Големо село                                                            |
| с. Мало село                                                                                  | 5,5  | с. Мало село                                                              |
| (до 325,6 км на I-1) III-6232, 0 км, с. Мламолово ←                                           | 10,2 | с. Мламолово                                                              |
| с. Мламолово                                                                                  | 11,2 | с. Мламолово                                                              |
| гр. Бобов дол                                                                                 | 14,7 | ← гр. Бобов дол, 28,3 км, III-602 (от 30,8 км на I-6)                     |
| Община Радомир, Област Перник                                                                 | 21   | Област Перник, Община Радомир                                             |
|                                                                                               | 23,7 | → общински път (за с. Голема Фуча)                                        |
| (от гр. Радомир) III-604, 11,9 км, с. Жедна → (до с. Долна Диканя) III-6041, 0 км, с. Жедна ← | 26,9 | с. Жедна                                                                  |
| с. Житуша                                                                                     | 29,1 | с. Житуша                                                                 |
| с. Кленовик                                                                                   | 30,3 | с. Кленовик                                                               |
| с. Извор                                                                                      | 33,1 | с. Извор                                                                  |
| (до гр. Бургас) I-6, 56,4 км ←                                                                | 34,3 | ← 56,4 км, I-6 (от ГКПП Гюешево)                                          |
| с. Дебели лаг                                                                                 | 37,2 | с. Дебели лаг                                                             |
| Община Ковачевци                                                                              | 38,3 | Община Ковачевци                                                          |
| с. Егълница                                                                                   | 39,1 | с. Егълница                                                               |
|                                                                                               | 40,1 | → общински път (за с. Калище)                                             |
|                                                                                               | 42,8 | → общински път (за с. Калище)                                             |
| (от с. Сирищник) III-6033, 9,1 км, с. Лобош →                                                 | 43,6 | с. Лобош                                                                  |
| Община Земен                                                                                  | 45,6 | Община Земен                                                              |
| с. Жабляно                                                                                    | 46,5 | с. Жабляно                                                                |
| гр. Земен                                                                                     | 51,4 | → гр. Земен, 0 км, III-6233 (до с. Драгомирово)                           |
| с. Пещера                                                                                     | 53,4 | с. Пещера                                                                 |
| (от 74,7 км на I-6) III-605, 44,1 км, с. Враня стена →                                        | 58,7 | с. Враня стена                                                            |
| с. Калотинци                                                                                  | 60   | с. Калотинци                                                              |
| с. Раянци                                                                                     | 64,1 | с. Раянци                                                                 |
| Община Трекляно, Област Кюстендил                                                             | 67   | → общински път (за с. Добри дол), Област Кюстендил, Община Трекляно       |
| (от 54 км на II-63) III-637, 44,2 км, с. Габрешевци →                                         | 69,0 | → с. Габрешевци, 44,2 км, III-637 (до с. Драговищица                      |